# Oxygen (EP Swans)
Oxygen – minialbum amerykańskiego zespołu Swans, wydany w 2014 przez Mute Records i Young God Records (w wersji digital download) oraz przez Traffic Inc. (w limitowanej wersji CD tylko na rynku japońskim).
Minialbum zawiera różne wersje utworu „Oxygen”, którego autorem jest Michael Gira (wersja limitowana zawiera dodatkowo koncertową wersję utworu „She Loves Us!”, jego autorami są wszyscy członkowie zespołu).

## Lista utworów
Wersja digital download:
| Nr | Tytuł utworu                 | Długość |
| -- | ---------------------------- | ------- |
| 1. | „Oxygen” (Edit)              | 3:04    |
| 2. | „Oxygen” (Live at Primavera) | 6:49    |
| 3. | „Oxygen” (Early Version)     | 4:24    |
| 4. | „Oxygen” (Acoustic Version)  | 5:44    |
|    |                              | 20:01   |

Wersja CD:
| Nr | Tytuł utworu                 | Długość |
| -- | ---------------------------- | ------- |
| 1. | „Oxygen”                     | 7:55    |
| 2. | „Oxygen” (Edit)              | 3:04    |
| 3. | „Oxygen” (Live at Primavera) | 6:46    |
| 4. | „Oxygen” (Acoustic Version)  | 5:42    |
| 5. | „Oxygen” (Early Version)     | 4:19    |
| 6. | „She Loves Us!” (Live)       | 15:16   |
|    |                              | 43:02   |

## Twórcy
- Michael Gira – śpiew, gitara elektryczna, gitara akustyczna
- Norman Westberg – gitara elektryczna, gitara akustyczna, śpiew
- Christoph Hahn – gitara hawajska, gitara elektryczna, śpiew
- Phil Puleo – perkusja, cymbały, instrumenty klawiszowe, śpiew
- Thor Harris – perkusja, wibrafon, dzwonki, instrumenty dęte, altówka, śpiew
- Chris Pravdica – gitara basowa, gitara akustyczna, śpiew